# Nelly Ciobanu
Nelly Ciobanu (ur. 28 października 1974) – mołdawska piosenkarka. Ukończyła Wyższą Szkołę Muzyczną w Tyraspolu. Na scenie zadebiutowała w 1993 roku, w duecie „Master Binamit” z bratem.

## Konkurs Piosenki Eurowizji 2009
Nelly Ciobanu reprezentowała Mołdawię na Konkursie Piosenki Eurowizji 2009 w Moskwie, zajęła 14. miejsce (z 25 krajów uczestniczących w finale) i zdobyła 69 punktów.